# Roma Maffia
Roma Maffia est une actrice américaine née le 31 mai 1958 à Manhattan, New York (États-Unis).

## Biographie
Elle commence sa carrière en jouant dans de nombreuses pièces de théâtre à Broadway. Puis, elle se fait repérer et obtient alors des rôles à la télévision dans des séries comme Ally McBeal, La Vie à tout prix (Chicago Hope) et au cinéma comme dans les films Le Journal et Harcèlement (Disclosure). Après avoir tourné dans les séries télévisées Urgences, Les Soprano, New York, police judiciaire (Law and Order) et Profiler, elle se fait enfin remarquer dans Nip/Tuck.

## Filmographie

### Télévision
- 1985-1986 : Equalizer (2 Episodes) : Sindee
- 1988 : Police des polices (Téléfilm) : Diane
- 1993 : Les Aventures du jeune Indiana Jones (1 Episode) : New York Cabbie
- 1994-1995 : Chicago Hope : La Vie à tout prix (13 Episodes) : Angela Giandamenicio
- 1995 : Fatale rivale (Téléfilm) : Officier Caldwell
- 1995 : Heidi, jour après jour (Téléfilm)
- 1995 : Courthouse (3 Episodes) : Ms. Marino
- 1996 : Liaison coupable (Téléfilm) : Sally Canter
- 1996 : Jury en otage (Téléfilm) : Laurie Meisinger
- 1996 : Wings (1 Episode) : Claire Barnett
- 1996 - 2000 : Profiler (82 Episodes) : Grace Alvarez
- 1997 : Vengeance par amour (Téléfilm) : Julie Bishop
- 1998 : Le secret de la route 9 (Téléfilm)  : Agent Ellen Marks
- 1998 : Welcome to Paradox (1 Episode)  : Barbara Cloak
- 2000 : The David Cassidy Story (Téléfilm) : Ruth Aarons
- 2001 : À la Maison-Blanche (1 Episode) : Officier Rhonda Sachs
- 2001 : Gideon's Crossing (1 Episode) : Valerie Thomlinson
- 2001 : Division d'élite (1 Episode) : Sandra
- 2001 : Ally McBeal (1 Episode) : Maître Beckerwith
- 2001 : Urgences (3 Episodes) : Janice Prager
- 2002 : Amy (1 Episode) : Amanda York
- 2002 : Taina (1 Episode) : Gladys
- 2002 : Les Experts (1 Episode) : Adelle Cross
- 2002 : Les Soprano (1 Episode) : Professeur Longo-Murphy
- 2002 : For the People (1 Episode) : Sophia
- 2002 : Endgame: Ethics and Values in America (Téléfilm) : Julia
- 2003 : Boomtown (1 Episode) : Sally Jacobson
- 2003-2006 : New York, police judiciaire (3 Episodes) : Vanessa Galiano
- 2003-2010 : Nip/Tuck (96 Episodes) : Dr. Liz Cruz
- 2004 : Century City (1 Episode) : Janice Cahn
- 2005 : La Vie avant tout (1 Episode) : La mère de Rafael
- 2006 : Ghost Whisperer (1 Episode) : Dr. Hillary Sloane
- 2007-2008 : Boston Justice (9 Episodes) : Juge Victoria Peyton
- 2009 : Esprits criminels (1 Episode) : Detective Reese Evans
- 2009 : Les Mystères d'Eastwick (1 Episode) : Madame Aleksandra
- 2009 : Dexter (1 Episode) : La psychologue
- 2010 : Médium (1 Episode) : Victoria Gossett
- 2011 : Off the Map : Urgences au bout du monde (1 Episode) : Matilda
- 2011 : The Event (1 Episode) : Docteur
- 2011 : Reed Between the Lines (1 Episode) : Dr. Georgia Yarbrough
- 2012 : Le Père Noël est tombé sur la tête (Téléfilm) : Tanya
- 2012 : La Loi selon Harry (1 Episode) : Avocate d'Ohio Western University
- 2012-2013 : Grey's Anatomy (4 Episodes) : Roberta Thompson
- 2013 : NCIS : Enquêtes spéciales (1 Episode) : Agent Vera Strickland
- 2013-2017 : Pretty Little Liars (19 Episodes) : Lieutenant Linda Tanner
- 2014 : Drop Dead Diva (1 Episode) : Juge Eileen Sears
- 2014 : The Oversharer: Hemorrhoids, STD's and Peanut Butter (Téléfilm) : La voisine
- 2014-2015 : The Oversharer (2 Episodes) : La voisine
- 2016 : Queen Sugar (2 Episodes) : Estelle Peterson
- 2018 : Bull (1 Episode) : Hazel Diaz
- 2020 : High Maintenance (2 Episodes) : Chick
- 2020-2021 : Billions (5 Episodes) : Mary Ann Gramm
- 2022 : In the Dark : Paula Romano

### Cinéma
- 1982 : Smithereens : Prostituée
- 1982 : Stuck on You ! : Sœur d'Attila
- 1988 : Veuve mais pas trop : La cliente d'Angie
- 1989 : American Blue Note : Marie
- 1994 : Le Journal : Carmen
- 1994 : Harcèlement : Catherine Alvarez
- 1995 : Meurtre en suspens : Ms. Jones
- 1996 : L'Effaceur : Claire Isaacs
- 1997 : Le Collectionneur : Dr. Ruocco
- 1999 : Double jeu : Margaret Skolowski
- 2000 : Ce que je sais d'elle... d'un simple regard : Debbie
- 2000 : Echoes (court-métrage)
- 2001 : The New Women : Virginia VanUpp
- 2001 : Sam, je suis Sam : Juge des familles
- 2002 : Treading Water : L'agent
- 2003 : La Morsure du lézard : Carla Morengo
- 2007 : Totally Baked : Dr. Willa Peterson
- 2007 : Ghost Image : Detective Amos
- 2008 : Yonkers Joe : Irene Santini
- 2008 : The Blue Tooth Virgin : Dr. Christopher
- 2010 : Kingshighway : Rosa
- 2011 : Dollface (court-métrage) : Karen
- 2012 : As High as the Sky : Cliente
- 2013 : The Call : Maddy
- 2015 : Safelight : Rose

## Voix françaises
| - Frédérique Cantrel dans : - Profiler (Série TV) (1996-2000) - Division d'élite (Série TV) (2001) - La Morsure du lézard (2003) - Boomtown (Série TV) (2003) - New York, police judiciaire (Série TV) (2003-2006) - Nip/Tuck (Série TV) (2003-2010) - La Vie avant tout (Série TV) (2005) - Ghost Whisperer (Série TV) (2006) - Boston Justice (Série TV) (2007-2008) - Esprits criminels (Série TV) (2009) - Les Mystères d'Eastwick (Série TV) (2009) - Dexter (Série TV) (2009) - Médium (Série TV) (2010) - Off the Map : Urgences au bout du monde (Série TV) (2011) - La loi selon Harry (Série TV) (2011) - Le père Noël est tombé sur la tête (Téléfilm) (2012) - Grey's Anatomy (Série TV) (2012-2013) - The Call (2013) - NCIS : Enquêtes spéciales (Série TV) (2013) - Drop Dead Diva (Série TV) (2014) - Pretty Little Liars (Série TV) (2013-2017) - Bull (Série TV) (2018) - Billions (Série TV) (2020-2023) | - Monique Nevers dans : - Chicago Hope : La Vie à tout prix (Série TV) (1994-1995) - Urgences (Série TV) (2001) - Maïk Darah dans : - Harcèlement (1994) - Le Collectionneur (1997) - Élisabeth Wiener dans Meurtre en suspens (1995) - Pascale Vital dans Ce que je sais d'elle... d'un simple regard (2000) |